# Lac Mogote
Le lac Mogote est un lac d'origine glaciaire situé en Argentine, en Patagonie, dans le département de Río Chico de la province de Santa Cruz. Le lac se trouve au sein du parc national Perito Moreno.

## Géographie
Le lac Mogote est situé 15 kilomètres à l'ouest du lac Belgrano et à proximité immédiate de la frontière argentino-chilienne. Il se trouve dans une cuvette d'origine glaciaire qu'il partage avec le lac Península situé au nord-est, en aval. Son émissaire prend naissance à son extrémité nord-est et se dirige vers le lac Península distant de moins de deux kilomètres.
Le lac Mogote fait partie du bassin versant du río Pascua qui se jette au Chili dans l'Océan Pacifique.
Le lac Mogote est le maillon de tête d'une chaîne de lacs glaciaires des Andes de Patagonie. Ses eaux se déversent dans le lac Península tributaire du lac Volcán, lequel alimente le lac Belgrano par l'intermédiaire du río Volcán. Le lac Belgrano communique avec le  lac Azara, lui-même tributaire du lac Nansen. L'émissaire de cette série de lacs est le río Carrera qui se jette dans le río Mayer peu avant le franchissement de la frontière chilienne par ce dernier. Au Chili, le río Mayer se jette dans le bras nord-est du lac San Martín/O'Higgins. Enfin les eaux de cet ensemble lacustre se retrouvent dans l'émissaire de ce dernier lac, le río Pascua.